# Nisides Voreion Dodekanison Kai Thalassia Periochi
Nisides Voreion Dodekanison Kai Thalassia Periochi este o arie protejată (arie de protecție specială avifaunistică — SPA) din Grecia întinsă pe o suprafață de 47.123,19 ha, integral pe uscat.

## Localizare
Centrul sitului Nisides Voreion Dodekanison Kai Thalassia Periochi este situat la coordonatele 37°15′11″N 26°46′49″E / 37.253098°N 26.780192°E.

## Înființare
Situl Nisides Voreion Dodekanison Kai Thalassia Periochi a fost declarat arie de protecție specială avifaunistică în baza directivei 79/409 din 1979 referitoare la conservarea păsărilor sălbatice pentru a proteja 46 de specii de animale.

## Biodiversitate
Situată în ecoregiunile marină mediteraneană și mediteraneană, aria protejată nu include niciun habitat protejat.
La baza desemnării sitului se află mai multe specii protejate de  păsări (46): fluierar de munte (Actitis hypoleucos), ciocârlie-de-câmp (Alauda arvensis), pescăruș albastru (Alcedo atthis), rață pitică (Anas crecca), fâsă-de-câmp (Anthus campestris), lăstunul mare (Apus apus), stârc cenușiu (Ardea cinerea), pietruș (Arenaria interpres), pasărea ogorului (Burhinus oedicnemus), șorecarul comun (Buteo buteo), ciocârlie-cu-degete-scurte (Calandrella brachydactyla), caprimulg (Caprimulgus europaeus), șerpar (Circaetus gallicus), erete alb (Circus macrourus), prepeliță (Coturnix coturnix), cristeiul de câmp (Crex crex), lăstun de casă (Delichon urbicum), egretă mică (Egretta garzetta), Emberiza caesia, Falco eleonorae, șoim călător (Falco peregrinus), vânturel de seară (Falco vespertinus), muscar-gulerat (Ficedula albicollis), becațină comună (Gallinago gallinago), piciorong (Himantopus himantopus), rândunică (Hirundo rustica), capîntortură (Jynx torquilla), sfrâncioc roșiatic (Lanius collurio), sfrânciocul cu frunte neagră (Lanius minor), ciocârlie de pădure (Lullula arborea), prigoare (Merops apiaster), codobatura galbenă (Motacilla flava), Numenius arquata arquata, stârc de noapte (Nycticorax nycticorax), grangur (Oriolus oriolus), vrabie negricioasă (Passer hispaniolensis), viespar (Pernis apivorus), Phalacrocorax aristotelis desmarestii, corcodel mare (Podiceps cristatus), corcodel-cu-gât-negru (Podiceps nigricollis), lăstun de mal (Riparia riparia), turturică (Streptopelia turtur), Sylvia ruppeli, Tachymarptis melba, fluierar de mlaștină (Tringa glareola), fluierarul de zăvoi (Tringa ochropus).
Pe lângă speciile protejate, pe teritoriul sitului au mai fost identificate 2 specii de păsări.